# Goldhap
Goldhap (nep. गोलधाप) – gaun wikas samiti we wschodniej części Nepalu w strefie Meći w dystrykcie Jhapa. Według nepalskiego spisu powszechnego z 2001 roku liczył on 1397 gospodarstw domowych i 7486 mieszkańców (3843 kobiet i 3643 mężczyzn).